# Fotino
El fotino es una partícula elemental hipotética, predicha por las teorías de supersimetría, que sería una supercompañera del fotón, con número leptónico 0, número bariónico 0 y espín 1/2 (fermión), y de masa no nula. Junto con el zino y el higgsino, otras partículas supersimétricas hipotéticas compañeras del bosón Z y del bosón de Higgs, es uno de los constituyentes del neutralino.
El fotino podría ser descubierto con el acelerador de partículas LHC del CERN, actualmente en funcionamiento (julio de 2011).